# Alangium kwangsiense
Alangium kwangsiense är en kornellväxtart som beskrevs av Melch. Alangium kwangsiense ingår i släktet Alangium och familjen kornellväxter. Inga underarter finns listade i Catalogue of Life.